# Rue La Condamine
Pour les articles homonymes, voir La Condamine.
La rue La Condamine est une voie située dans les quartiers des Batignolles et des Épinettes du 17e arrondissement de Paris.

## Situation et accès
Elle relie l'avenue de Clichy et la rue Dulong.
La rue La Condamine est desservie par la ligne 13 à la station La Fourche et la ligne 2 à la station Rome.

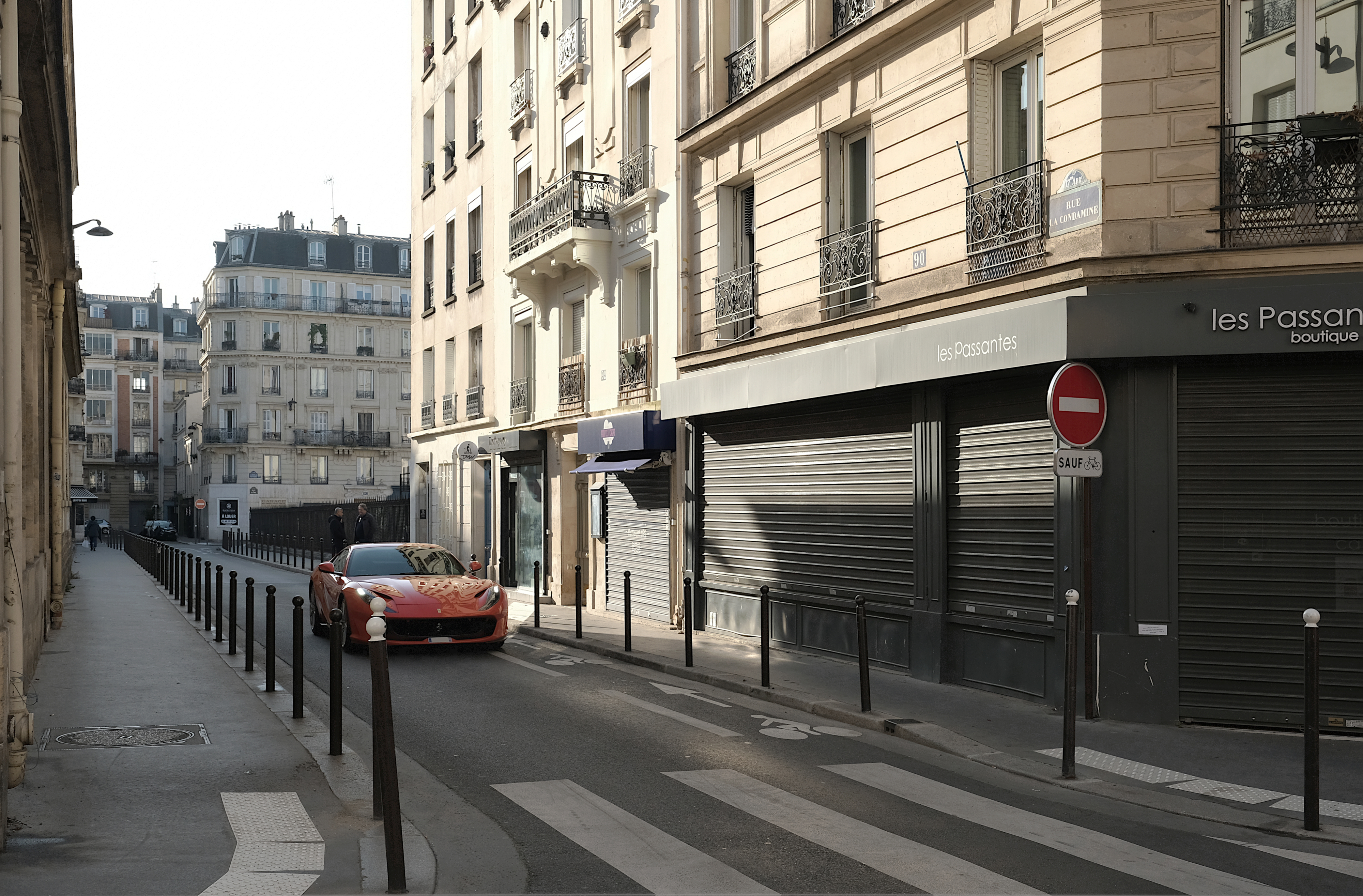
La rue au niveau de la rue Boursault.
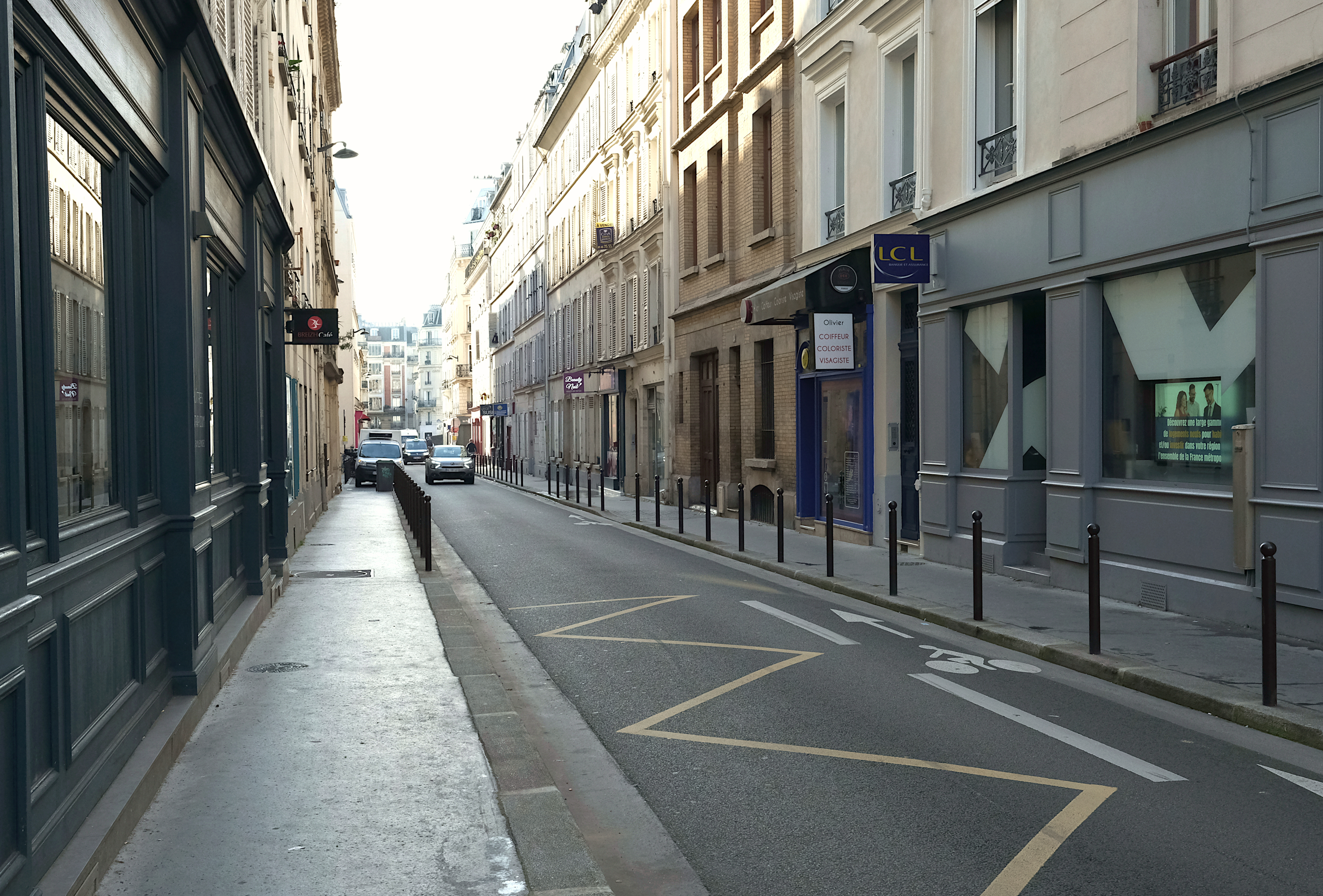
La rue à proximité de la rue des Batignolles.

## Origine du nom
La rue La Condamine porte le nom de Charles Marie de La Condamine (1701-1774), géodésien et naturaliste français.

## Historique
Ancienne voie de la commune des Batignolles, cette rue a porté le nom de « rue de la Paix » jusqu’en 1868 où elle prend le nom de « rue La Condamine » : 
Décret du 10 août 1868
« Napoléon, etc., 

Sur le rapport de notre ministre secrétaire d’État au département de l'Intérieur,
vu l'ordonnance du 10 juillet 1816 ;
vu les propositions de M. le préfet de la Seine ;
avons décrété et décrétons ce qui suit :
Article 13. — 
- La voie latérale au marché des Batignolles, entre les rues des Moines et Brochant, recevra le nom de rue Fourneyron ;
- la rue de la Paix recevra le nom de rue La Condamine ;
- et la rue Moncey, ainsi que la voie ouverte en prolongement de cette rue, celui de rue Dautancourt ;

etc.
Article 17. — Notre ministre secrétaire d'État au département de l'Intérieur est chargé de l'exécution du présent décret.
Fait au palais de Fontainebleau, le 10 août 1868. »
Le 1er septembre 1914, durant la Première Guerre mondiale, la rue La Condamine est bombardée par un raid effectué par des avions allemands. Le 8 mars 1918 un nouveau bombardement touche le no 33.
À la suite d'un accident ferroviaire survenu dans le tunnel des Batignolles en 1921, ce dernier est détruit entre 1923 et 1926. Les immeubles des nos 81 à 85, côté impair, et des nos 96 à 102, côté pair, sont démolis et un pont est bâti pour franchir la tranchée ferroviaire ainsi créée,.

## Bâtiments remarquables et lieu de mémoire
- La rue surplombe les voies des lignes de la gare Saint-Lazare.
- No 9 : cette adresse a été rendue célèbre par le peintre Frédéric Bazille avec un tableau emblématique de l'impressionnisme : L'Atelier de Bazille, peint en collaboration avec Édouard Manet en 1870 (Paris, musée d'Orsay)[6].
- No 14 : Émile Zola a séjourné à plusieurs reprises à cette adresse, dans une petite maison au fond de la cour, entre 1869 et 1871[7].
- No 59 : à cette adresse se trouvait le « Batignolles Cinéma », une vaste salle de 1 475 places construite par l'architecte Paul Auscher en 1913. Il est visé par un attentat en 1962. Fermé en 1971, il est alors démoli et remplacé par un immeuble d'habitation[8],[9].
- No 78 : une façade factice cache un centre de traitement de données.

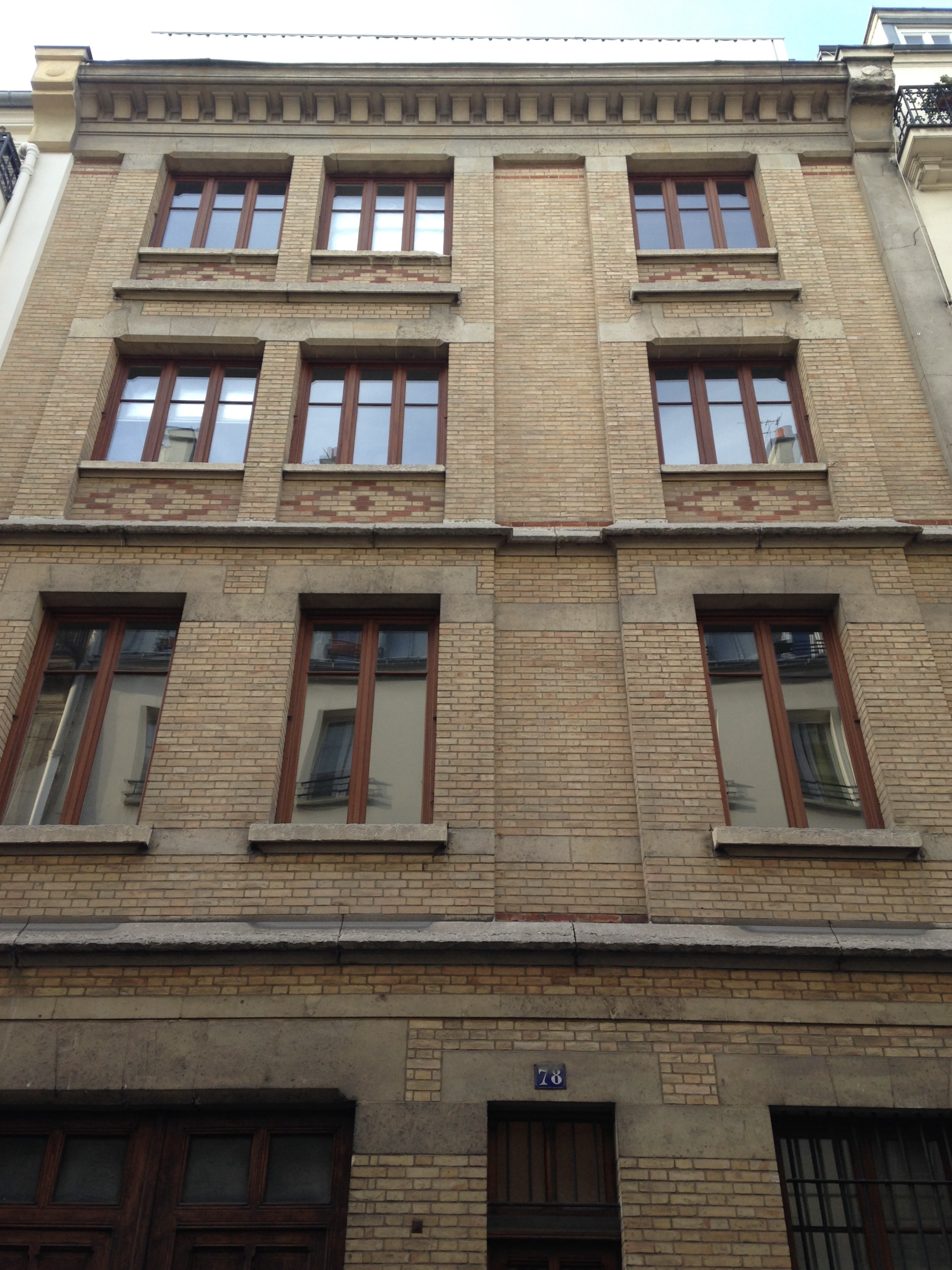
No 78..
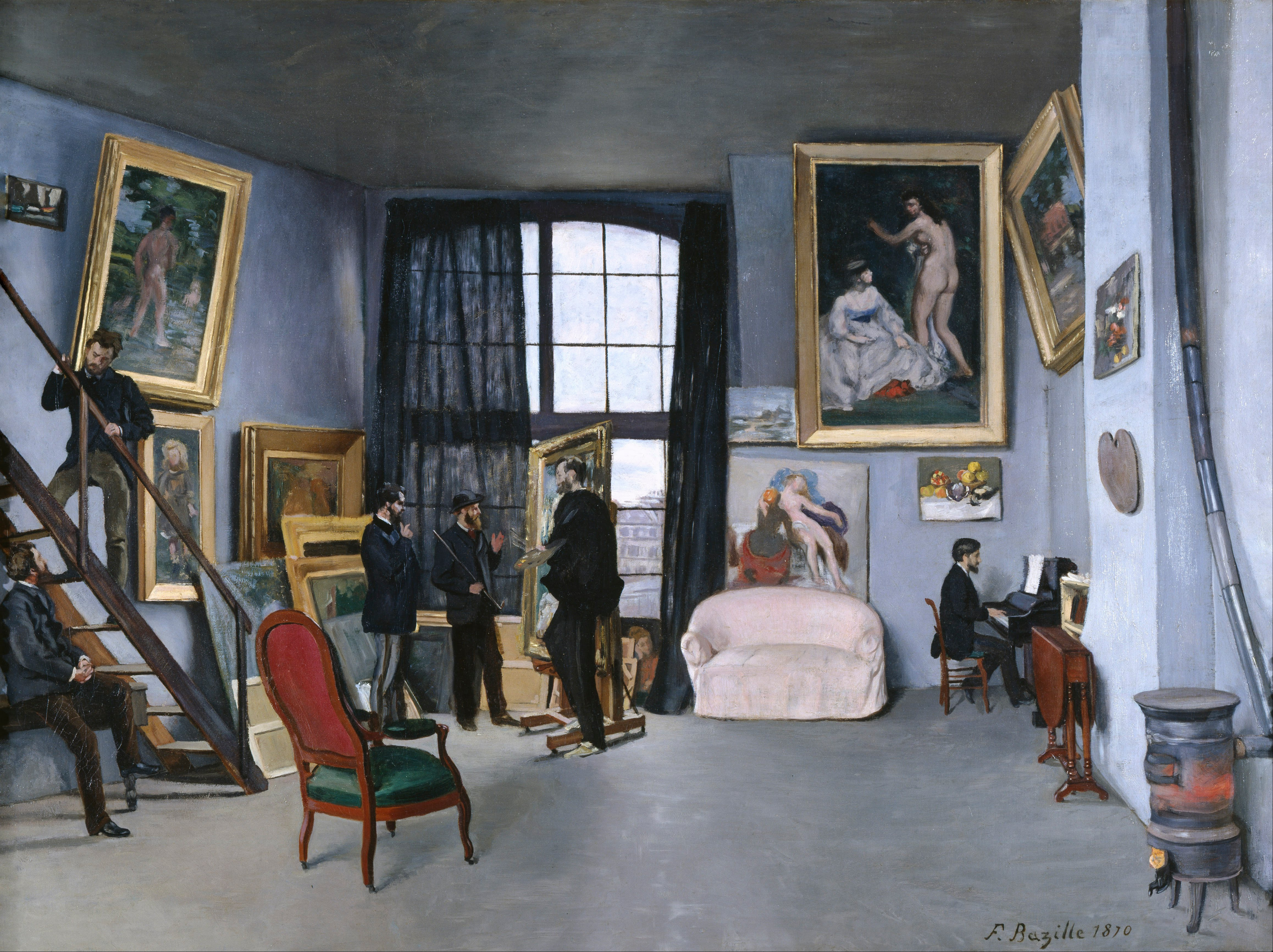
L'Atelier de Bazille, 1870, de Frédéric Bazille en collaboration avec Édouard Manet. Frédéric Bazille se tient au centre, face à lui Édouard Manet observe la toile, Edmond Maître joue du piano, Émile Zola est dans l'escalier, Paris, musée d'Orsay.